# رضا کاتب
رضا کاتب (عربی: رضا كاتب؛ زادهٔ ۲۷ ژوئیهٔ ۱۹۷۷) یک هنرپیشه اهل فرانسه است. وی از سال ۲۰۰۳ میلادی تاکنون مشغول فعالیت بوده‌است.
از فیلم‌ها یا برنامه‌های تلویزیونی که وی در آن نقش داشته است می‌توان به سی دقیقه پس از نیمه‌شب، رودخانه گمشده و یک پیامبر اشاره کرد.